# Dancetaria
Dancetaria è l'ottavo album degli Indochine, pubblicato nell'agosto del 1999 dopo la morte di Stéphane Sirkis, a cui viene dedicato. Vende 120 000 copie.

## Il disco
Dopo lo scarso successo di Wax, i fratelli Sirkis vennero abbandonati dalla loro casa discografica e si videro costretti ad accettare l'offerta di una piccola etichetta belga per poter registrare il loro ottavo album. Co-compositore dei pezzi insieme a Stéphane è Jean-Pierre Pilot, già pianista durante il fortunato tour Indo Live. La preparazione dell'album che sarebbe dovuto uscire nella primavera del 1999, inizia nel dicembre del 1998. Ma il 27 febbraio 1999 muore Stéphane per una epatite fulminante complicazione dello già grave stato di salute del musicista tossicodipendente. Nicola decide comunque di non sciogliere il gruppo e di far uscire l'album in agosto. In questo periodo si unisce al gruppo il giovane chitarrista Boris Jardel e Olivier Gérard, che si occupa degli arrangiamenti.
I testi sono più sobri e ricchi di un nero romanticismo (come She Night). il Pezzo Stef2 ha questo nome in onore del fratello anche se il testo parla in realtà di una relazione sentimentale. Il video di questa canzone viene censurato perché presenta sullo sfondo delle scene lesbo e i componenti del gruppo suonano vestiti e truccati da donne. L'album, come anche il successivo Paradize, viene dedicato a Stéphane e alla sua piccola figlia Lou.

## Tracce
Testi di Nicola Sirkis, musiche di Nicola Sirkis - Stéphane Sirkis - Jean-Pierre Pilot.
1. Dancetaria – 7:25 (testo: Nicola Sirkis – musica: Nicola Sirkis - Jean-Pierre Pilot)
2. Juste toi et Moi – 4:03 (testo: Nicola Sirkis – musica: Nicola Sirkis - Jean-Pierre Pilot)
3. Manifesto (Les division de la joie) – 4:52 (testo: Nicola Sirkis – musica: Stéphane Sirkis - Jean-Pierre Pilot)
4. Justine – 3:49 (Nicola Sirkis)
5. Atomic Sky – 3:48 (testo: Nicola Sirkis – musica: Stéphane Sirkis - Jean-Pierre Pilot)
6. Rose Songs – 5:46 (testo: Nicola Sirkis – musica: Nicola Sirkis - Jean-Pierre Pilot)
7. Stef 2 – 3:47 (testo: Nicola Sirkis – musica: Stéphane Sirkis - Jean-Pierre Pilot)
8. She Night – 4:38 (testo: Nicola Sirkis – musica: Stéphane Sirkis - Jean-Pierre Pilot)
9. Venus – 4:43 (Nicola Sirkis)
10. Astroboy – 4:06 (testo: Nicola Sirkis - Rudy Léonet – musica: Nicola Sirkis - Jean-Pierre Pilot)
11. Halleluya – 4:04 (testo: Nicola Sirkis – musica: Nicola Sirkis - Jean-Pierre Pilot)
12. Le massage – 3:07 (Nicola Sirkis)

## I singoli
- Juste toi et moi
- Stef II
- Atomic Sky
- Dancetaria
- Justine

## Formazione
- Nicola Sirkis voce, chitarre, cori
- Stéphane Sirkis chitarre (muore prima dell'uscita dall'album)
- Jean-Pierre Pilot tastiere e piano
- Boris Jardel chitarre
- Marc Eliard basso
- Mathieu Rabatte batteria
- Olivier Gérard arrangiamenti, chitarre e tastiere